# Gröna rutan
Gröna rutan var ett 1816 i Stockholm stiftat litterärt sällskap.
Sällskapet, som "synes ha varit egnad hufvudsakligen åt Bacchus' dyrkan, i förening med hvarjehanda improviserade skämtsamma upptåg", hade för sin tillkomst att tacka humoristen Carl Fredric Dahlgren, och till dess ledamöter hörde Clas Livijn, Johan Christoffer Askelöf, Per Adolf Sondén, Jonas Magnus Stjernstolpe med flera. Dess handlingar innehåller åtskilligt både i bunden och obunden stil, i synnerhet av Dahlgren, någon gång under namnet Magister Gåse, och av Askelöf, som kallade sig Gert Wollenweber. Sällskapet, som till största delen uppgick i det 1824 stiftade Bellmanska sällskapet, sammanträdde sista gången 1841, då man på inbjudan av Dahlgren och Livijn firade tjugofemårsdagen av dess stiftelse. Sällskapets historia berättas av Arvid Ahnfelt i Bellmanska sällskapet (1877).